# اس‌اس ریچموند پی.هوبسون
اس‌اس ریچموند پی.هوبسون (به انگلیسی: SS Richmond P. Hobson) یک کشتی است که طول آن  134.4 m می‌باشد. این کشتی  در سال ۱۹۴۳ ساخته شد.